# Giacinto Rovella
Giacinto Rovella (Ceva, 27 marzo 1893 – San Michele Mondovì, 23 maggio 1967) è stato un politico italiano.

## Biografia
Nel 1963 diventa deputato con il Partito Socialista Democratico Italiano; nel novembre 1966 con il resto del partito aderisce al PSI-PSDI Unificati. Muore all'età di 74 anni nel maggio 1967 da senatore in carica; gli subentra a Palazzo Madama il collega Mario Actis Perinetti.